# Municipio de Pleasant Vale
El municipio de Pleasant Vale (en inglés: Pleasant Vale Township) es un municipio ubicado en el condado de Pike en el estado estadounidense de Illinois. En el año 2010 tenía una población de 573 habitantes y una densidad poblacional de 5,68 personas por km².

## Geografía
El municipio de Pleasant Vale se encuentra ubicado en las coordenadas 39°37′34″N 91°4′1″O / 39.62611, -91.06694. Según la Oficina del Censo de los Estados Unidos, el municipio tiene una superficie total de 100.96 km², de la cual 100,94 km² corresponden a tierra firme y (0,02 %) 0,02 km² es agua.

## Demografía
Según el censo de 2010, había 573 personas residiendo en el municipio de Pleasant Vale. La densidad de población era de 5,68 hab./km². De los 573 habitantes, el municipio de Pleasant Vale estaba compuesto por el 98,25 % blancos, el 1,22 % eran afroamericanos, el 0,17 % eran asiáticos, el 0,35 % eran de otras razas. Del total de la población el 1,05 % eran hispanos o latinos de cualquier raza.